# أنتونيس مور
كان أنتونيس مور، والمعروف أيضًا باسم أنتونيس مور فان داشورست وأنتونيو مورو (نحو 1517- 1577)، رسام بورتريه هولندي مطلوب للغاية في البلاطات الأوروبية. أشير إليه أيضًا باسم أنتون وأنتونيوس وأنتونيس أو مور فان داشورت، وباسم أنتونيو مورو وأنتوني مور، إلخ. لكنه وقع معظم بورتريهاته باسم أنتونيس مور.
طور مور أسلوبًا رسميًا لبورتريهات البلاط، مستندًا إلى حد كبير على تيتيان، والذي كان مؤثرًا أشد ما يكون على رسامي البلاط في جميع أرجاء أوروبا، ولا سيما شبه الجزيرة الإيبيرية، حيث أنشأ تقليدًا وصل إلى دييغو بيلاثكيث. يمكن لأسلوبه أن يتضمن اختراقًا نفسيًا كبيرًا، وخاصة في صور الرجال، ولكنه يمنح موضوع اللوحة أثرًا عظيمًا ووقورًا.

## نشأته وتعليمه
وُلد مور في أترخت بهولندا، وأشارت التخمينات إلى أن مولده بين 1516 و1520. لا يعرف عن نشأته إلا أن تعليمه الفني بدأ تحت إشراف جان فان سكوريل. أقدم أعماله المعروفة بورتريه موجود الآن في مجموعة بستوكهولم، يرجع تاريخه إلى 1538.

## حياته المهنية في الرسم
يُرجح أن لوحة لمجموعة من فرسان الإسبتارية بأترخت، يُفترض أنها رُسمت في نحو 1541، وصورة لاثنين من الحجاج في جيملده جاليري ببرلين، يرجع تاريخها إلى 1544، وبورتريه لامرأة مجهولة في معرض لي، كانت بين أعماله الأولى. ولم تؤكد أصالتها.

## أنتويرب

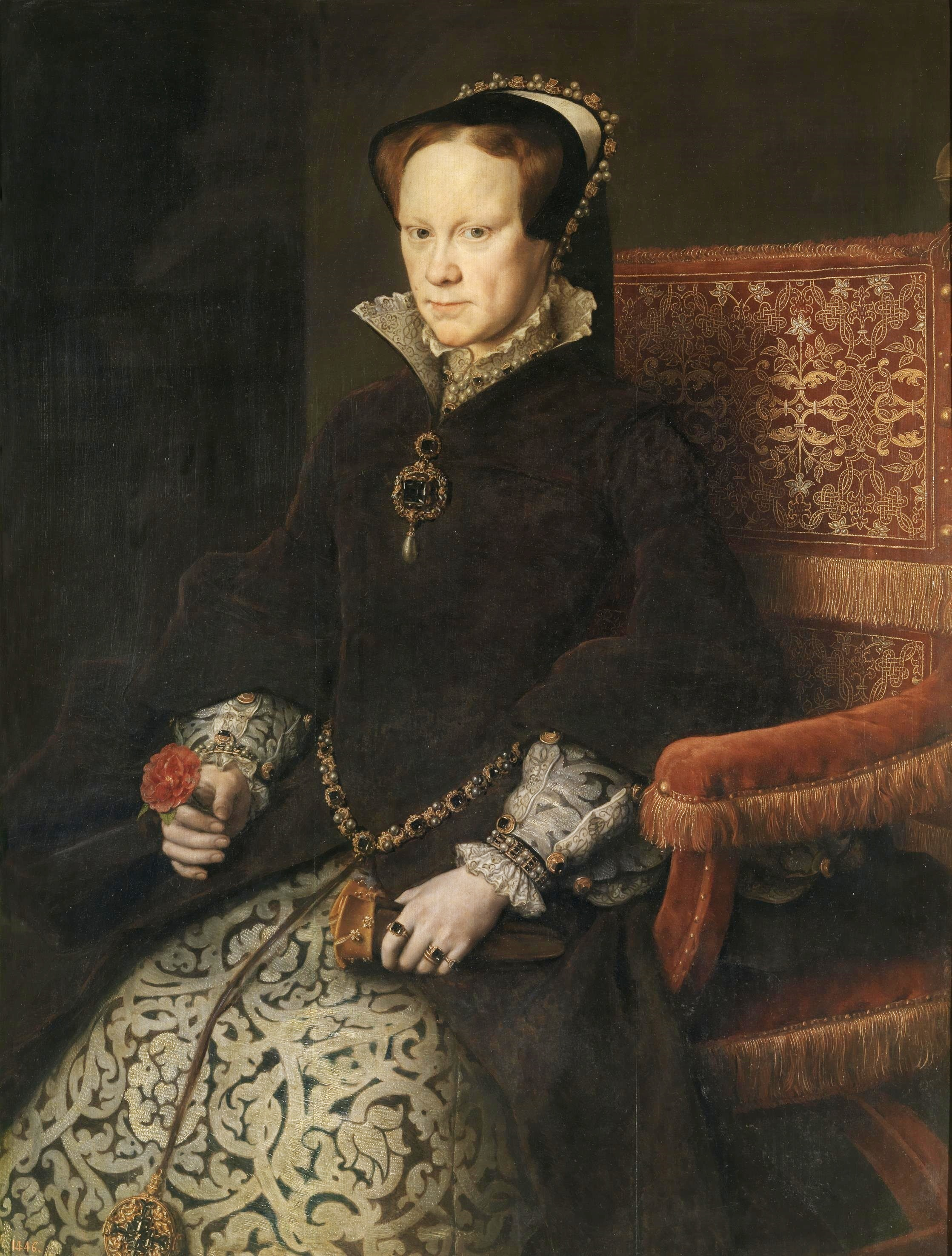
صورة للملكة ماري الأولى ملكة إنجلترا (1516-1558)، المعروفة باسم ماري تيودور، ابنة الملك هنري الثامن ملك إنجلترا والملكة كاثرين من أراغون وملكة إسبانيا بزواجها من فيليب الثاني، نجل الإمبراطور تشارلز الأول ملك إسبانيا.

في 1547، قُبل مور بصفة عضو في نقابة القديس لوقا الموقرة في أنتويرب، وبُعيد ذلك (نحو عام 1548)، جذب انتباه الكاردينال غرانفي، أسقف أراس، الذي صار راعيه الثابت. من البورتريهات التي نفذها في هذه الفترة المبكرة من حياته المهنية عندما كان ربيب غرانفي، يبرز اثنان على نحو خاص: واحد للأسقف نفسه (في المعرض الإمبراطوري بفيينا)، وواحد لدوق ألبا، وهي الآن ملك للجمعية الهسبانية في نيويورك. بين عامي 1549 و1550، سافر فيليب الثاني ملك إسبانيا (1527- 1598) حول هولندا ليقدم نفسه بصفته الحاكم المستقبلي. رسم مور بوتريهًا له في بروكسل عام 1549. يرجح أنه زار إيطاليا (وتاريخ ذلك الدقيق غير معروف)، حيث نسخ بعض أعمال تيتيان، وأبرزها داناي.

## البرتغال
في منتصف عام 1550، غادر مور لشبونة بمهمة كلفته بها ماري من المجر حاكمة هولندا ليرسم الفرع البرتغالي من العائلة. يُرجح أن مور سافر عبر بلد الوليد، حيث رسم بورتريهات لماكسيميليان الثاني وزوجته ماريا النمساوية، وابنتهما آنا وابن فيليب الثاني ملك إسبانيا، الدون كارلوس. في لشبونة، رسم مور الملك جواو الثالث، والملكة كاثرين، والأمير جواو مانويل وزوجة فيليب الثاني المستقبلية، الأميرة ماريا. لا يعرف أكثر من ذلك عن إقامة مور في البرتغال، لكنه بالتأكيد عاد إلى بروكسل في نوفمبر 1553.

## إنجلترا
بعد الموت المفاجئ لملك إنجلترا إدوارد السادس في يوليو 1553، رأى الملك الإسباني تشارلز الخامس إمكانية قيام تحالف بين إسبانيا وإنجلترا. فُسخت خطوبة فيليب وأميرته البرتغالية، وبدأت المفاوضات للزواج من وريثة العرش الإنجليزي ماري الأولى. في خلال هذه المفاوضات، أُرسل مور إلى إنجلترا ليرسم بورتريهًا لماري، لكن التاريخ الدقيق للوحة مجهول. حظي هذا البورتريه بتقدير كبير في إنجلترا ورسم مور ثلاث نسخ على الأقل، والتي صارت أشهر صورة معروفة للملكة (برادو، ماركيز نورثمبتون). في 20 ديسمبر 1553، عين فيليب مور بصورة رسمية رسامًا في خدمته.

## بروكسل/ أترخت
في أكتوبر 1555، تنحى تشارلز الخامس عن العرش. في المراسم والاحتفالات المحيطة بتتويج ابنه فيليب ملكًا لإسبانيا، تلقى مور المزيد من طلبات اللوحات. لسوء الحظ، فُقد العديد من هذه اللوحات أو عُرفت من خلال النسخ فقط.
كان مور غزير الإنتاج بعد ارتقاء فيليب إلى العرش، وأنتج بعضًا من أهم بورتريهاته في هذه الفترة، مثل بورتريه الأمير فيليم الصامت 1555، وبورتريه ألساندرو فارنيزي 1557، وبورتريه جديد لفيليب الثاني. ضمت الأعمال الأخرى من هذه الفترة بورتريه جين دورمر 1558، وبورتريهات جان ليكوك وزوجته 1559، وبورتريه جان فان سكوريل 1559، والذي عُلق في وقت لاحق على قبره وصار الآن ملكًا لجمعية خبراء الآثار بلندن. عقب وفاة ماري الأولى في 1558، تزوج الملك فيليب في يونيو 1559 من إيزابيلا دي فالوا، التي رسمها مور نحو عام 1561. يبدو أن هذه اللوحة فُقدت. ترجع إلى هذه الفترة أيضًا اللوحة الذاتية الوحيدة المعروفة لمور، وهي الآن في معرض أوفيزي، وواحدة لزوجته (المفترضة)، وهي الآن في برادو (انظر صورة المعرض أدناه).

## البلاط الإسباني
يبدو مرجحًا أن مور رافق الملك فيليب في عودته إلى إسبانيا عام 1559. أُكد أن مور أقام في البلاط الإسباني عن طريق الرسائل التي أرسلها فيليب بانتظام إلى مور بعد أن غادر من جديد في 1561. في رسائله، طلب فيليب من مور العودة إلى البلاط عدة مرات، لكن الرسام لم يستجب لطلباته المتكررة. من الأعمال التي يُزعم أن مور رسمها في إسبانيا بوتريه جوانا النمساوية وبورتريه الدون كارلوس. من الأعمال التي تلقت ثناء كثيرًا في هذه الفترة بورتريه بيجيرون، بهلول إيرل بينافينتي ودوق ألبا. جرت تكهنات واسعة النطاق حول سبب مغادرة مور للبلاط الإسباني. وفقًا لكارل فان ماندر، صار مور موثوقًا أكثر من اللازم لدى الملك، ما أثار الشكوك حول محاكم التفتيش. ربما انزعج أيضًا من النزعة القمعية المتزايدة للإصلاح المضاد في البلاط الإسباني. تابع تلميذ مور ألونسو سانشيز كويلو العمل بأسلوب أستاذه، وحل محله بصفة رسام البلاط الإسباني.

## عودته إلى هولندا
عند عودته إلى هولندا، يُرجح أن مور تنقل بين أتريخت وأنتويرب وبروكسل. كان في هذه الفترة على اتصال منتظم مع غرانفي وعمل كذلك في البلاط الهولندي، حيث رسم مارغاريت هابسبورغ دوقة بارما. بعد عودته، ركز مور على رسم المواطنين، ولا سيما التجار وزوجاتهم في أنتويرب. بالإضافة إلى بورتريهات كهذه (والتي ضمت واحدًا لتوماس غريشام) رسم أيضًا فنانين، مثل صائغ الذهب ستيفن فان هيرفيك (1564).